# Герб Нелаша
Ге́рб Не́лаша — офіційний символ містечка Нелаш, Португалія. Використовується як територіальний герб. У срібному щиті чорна балка, в якій в ряд стоять три срібні качани кукурудзи. У главі щита два пурпурові виноградні грона із зеленим листям. Внизу щита таке саме гроно. Щит увінчує срібна мурована містечкова корона з чотирма вежами.  Під щитом біла стрічка, на якій великими літерами напис португальською: «vila de Nelas» (містечко Нелаш).  Офіційно затверджений 25 березня 1935 року.  

## Галерея

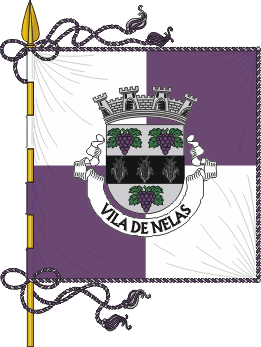
Прапор